# Marian Paradeiser

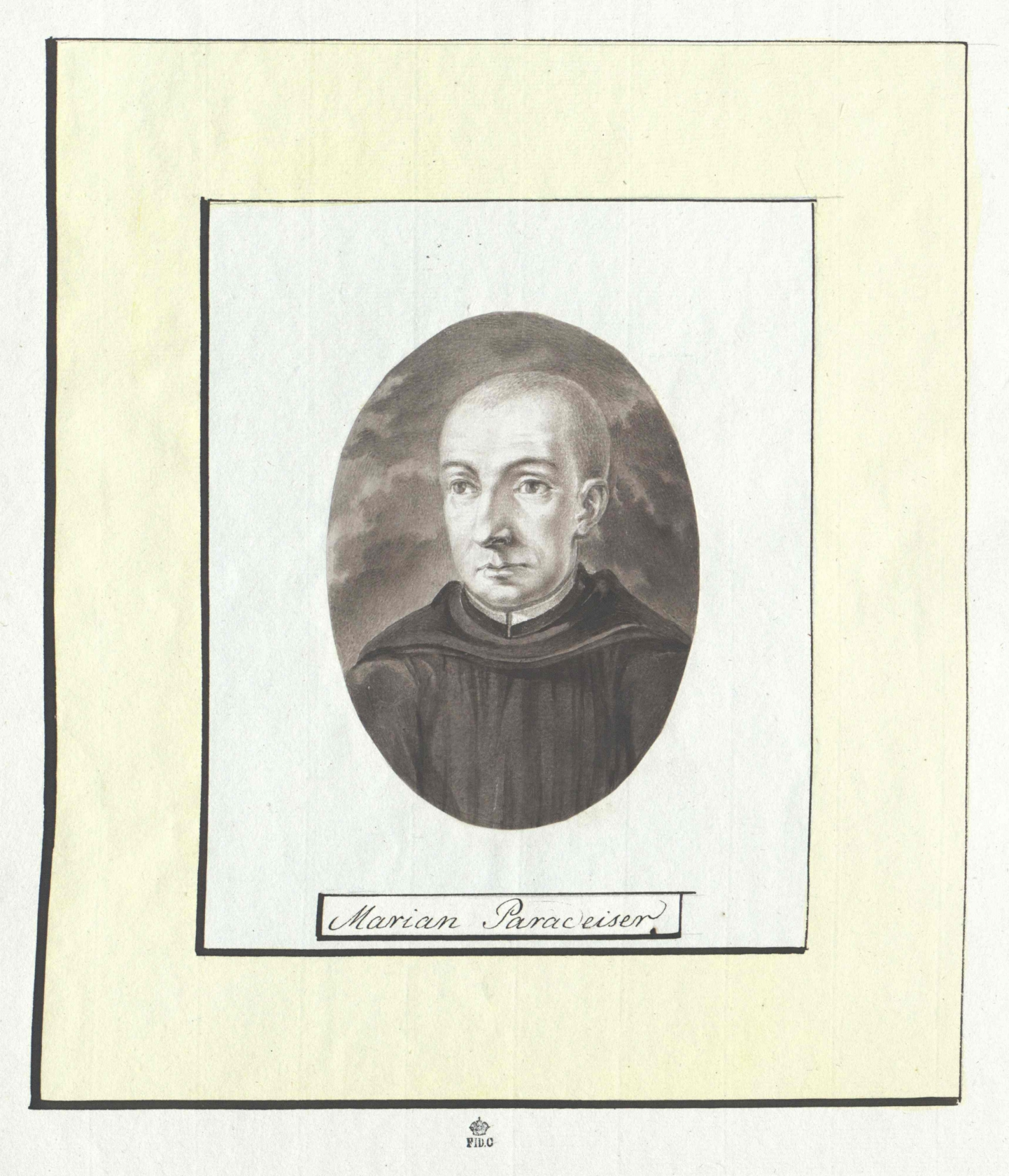
Porträt von Martin Paradeiser in Ordenstracht

Marian Paradeiser (getauft 11. Oktober 1747 in Großriedenthal; † 16. November 1775 in Melk) war ein niederösterreichischer Komponist und Benediktiner.

## Leben
Marian Paradeiser wurde in Großriedenthal (heute Bezirk Tulln) als Sohn von Gotthard und Magdalena Paradeiser geboren und am 11. November 1747 auf den Namen Carl getauft. 1759 wurde er Sängerknabe am Stift Melk. Dort erhielt er Unterricht in Violine und Komposition bei Marian Gurtler, Robert Kimmerling und vermutlich auch Johann Georg Albrechtsberger. 1766 trat er als Novize in das Kloster ein und legte ein Jahr später sein Ordensgelübde ab. Nach einem Studienaufenthalt in Wien wurde er 1767 zum Priester geweiht. Bis zu seinem frühen Tod 1775 komponierte Paradeiser am Stift Melk, wo er auch am Stiftsgymnasium unterrichtete.

## Musikalisches Schaffen
Marian Paradeiser galt als exzellenter Geiger und vielversprechender Komponist. Seine fortschrittlichen Divertimenti und Streichquartette wurden am Wiener Kaiserhof gerne gespielt, manchmal auch unter Mitwirkung von Joseph II. am Cello. Seine Kompositionen umfassen geistliche wie profane Musik. Für den religiösen Gebrauch komponierte er zwei Messen und einige kleinere Kirchenkompositionen. Zu seinen weltlichen Werken gehört das Singspiel Seladon (Uraufführung 1772), drei Sinfonien, zehn Streichtrios, 24 Streichquartette sowie diverse Instrumentalkonzerte.